# The Back Seat of My Car
The Back Seat of My Car è un brano musicale di Paul e Linda McCartney contenuto nell'album Ram. La canzone venne pubblicata come singolo nel Regno Unito il 13 agosto 1971, dove raggiunse la posizione numero 39 in classifica.

## Il brano
Inizialmente McCartney aveva concepito la canzone in uno stile alla Beach Boys seconda maniera, e l'aveva provata insieme ai Beatles, il 14 gennaio 1969, durante le sessioni per l'album Let It Be svoltesi ai Twickenham Studios.
Il critico musicale Stephen Thomas Erlewine di allMusic descrisse l'arrangiamento della canzone "meraviglioso e pieno di inventiva"  come quello di tutti i brani di Ram e definì la canzone "la malinconica, impennata finale dell'album".. Luca Perasi nel suo Paul McCartney: Recording Sessions (1969-2011) la definisce "una delle più complesse composizioni di McCartney e, pur con qualche stravaganza, una delle sue migliori".
Altri critici invece rimproverarono proprio l'arrangiamento del brano, ritenuto troppo ridondante, elaborato e "pieno di melassa", e il testo poco più che adolescenziale. In definitiva, una potenziale bella canzone rovinata da un arrangiamento troppo pomposo.

### Registrazione
La traccia base della canzone venne registrata il 22 ottobre 1970 ai Columbia Studios da McCartney (pianoforte), Hugh McCracken (chitarra elettrica) e Denny Seiwell (batteria), che ha ricordato come la registrazione fosse stata particolarmente complessa, per via dei numerosi cambi di tempo.

## Tracce singolo
1. The Back Seat of My Car (Paul McCartney) - 4:26
2. Heart of the Country (Paul & Linda McCartney) - 2:22